# 5-HT3-Antagonist
5-HT3-Rezeptorantagonisten sind Wirkstoffe, die 5-HT3-Rezeptoren als Hemmstoffe besetzen. Ein wesentlicher Anwendungsbereich ist die Antiemese. Sie unterdrücken Übelkeit und Erbrechen, die während Tumor-Chemo- oder Strahlentherapie oder nach chirurgischen Operationen auftreten. Die Rezeptorhemmung kann kompetitiver oder nicht-kompetitiver Natur sein. Setrone sind eine chemisch definierte Klasse arzneilich genutzter Antiemetika mit dem Wirkprinzip der 5-HT3-Rezeptorhemmung.
Alosetron ist in den USA unter dem Handelsnamen Lotronex zur Behandlung des Reizdarmsyndroms zugelassen.
Für den Vertreter Tropisetron gibt es durch mehrere Studien Hinweise für eine Verminderung der Schmerzen bei dem bisher schwer behandelbaren Fibromyalgiesyndrom. Dies gilt allerdings nur für einen Teil der Patienten, da andere Patienten für das Medikament als therapieresistent eingestuft werden.
Potenzielle Nebenwirkungen von 5-HT3-Antagonisten wie Dolasetron, Ondansetron und Tropisetron sind (Stand 2003) Kopfschmerzen, Anstieg der Leberenzyme und Obstipation.

## Arzneistoffe der Setron-Klasse
- EU und Schweiz:
  - Dolasetron (Handelsname Anemet)
  - Granisetron (Kevatril, Kytril, Sancuso)
  - Ondansetron (Axisetron, Cellondan, Ondansan, Zofran, Zotrix)
  - Palonosetron (Aloxi)
  - Tropisetron (Navoban)
- zusätzlich in den USA:
  - Alosetron (Lotronex)
- nur in Japan und bestimmten Teilen Südostasiens:[6]
  - Ramosetron (Nasea)